# تپه سمسکنده
تپه سمسکنده مربوط به هزاره اول قبل از میلاد است و در شهرستان ساری، بخش مرکزی، روستای سمسکنده واقع شده و این اثر در تاریخ ۲۵ اسفند ۱۳۷۹ با شمارهٔ ثبت ۳۶۶۰ به‌عنوان یکی از آثار ملی ایران به ثبت رسیده است.